# Sara Pfeiffer
Sara Christina Wilhelmina Apollonia Pfeiffer, född Schönbeck 12 juli 1829 i Lund, död 26 januari 1913 på Lidingö, var en svensk romanförfattare som skrev under pseudonymen Sylvia.

## Biografi
Pfeiffer var dotter till stadsläkaren professor Carl Gustaf Schönbeck och Sophia Wilhelmina Leche och hade tre syskon samt två halvsyskon från faderns tidigare äktenskap. Hon föddes i Lund men familjen flyttade 1835 till Göteborg. 
Hon gifte sig 1857 med förre löjtnanten i preussisk tjänst, lantbrukaren Carl J. F. Pfeiffer och flyttade till Skåne. De hade två döttrar. Då makens drabbades av ekonomiska motgångar, inledde hon sitt författarskap för att försörja familjen och då hon blivit änka 1868 flyttade till Stockholm. Där drev hon från 1880, vid sidan om författarskapet, ett lånebibliotek på Hornsgatan och arbetade även som renskriverska. Hon verkar ha levt under knappa omständigheter eftersom hon inte hade tillräckligt stora inkomster för att medtas upp i taxeringslängderna.
Som författare gjorde hon sig känd med underhållande noveller och romaner, vissa med historisk bakgrund och andra samtidsskildringar. Pfeiffer är begravd på Norra begravningsplatsen utanför Stockholm.

### Samlade upplagor och urval
- Samlade noveller och berättelser. Stockholm: Hellstén. 1878. Libris 8222199
- Valda historiska romaner. Stockholm: Looström. 1885-1890. Libris 8245894
  -  1, Magdalena Rudenschöld : romantisk skildring (Ny uppl.). 1885. Libris 8245900
  -  2, Axel Fersen och Marie Antoinette : historisk romantisk skildring (Ny uppl.). 1885. Libris 8245899
  -  3, Skön Öllegård : historisk romantisk skildring från Carl XI:s tid. 1886. Libris 20396885. http://hdl.handle.net/2077/52166
  -  4, Sofie Hagman : en kärlekshistoria från gustavianska tiden : skildring. 1887. Libris 8245895
  -  5, En drottning : från Medelhafvets böljor till Mälarens strand : historisk romantisk skildring. 1888. Libris 8245897
  -  6, Emilie Högqvist : romantiserad skildring. Stockholm: Looström. 1890. Libris 8245896